# Константин Вилхелм Ламберт Глогер
Константин Вилхелм Ламберт Глогер е германски орнитолог.

## Биография
Роден е на 17 септември 1803 г. близо до Гродков, Кралство Прусия. Той е първият човек, който разпознава структурните разлики между представителите на семействата Лястовицови и Бързолетови, а също и първият, който поставя изкуствени кутии за прилепи.
Автор е на Правилото на Глогър – емпирично правило, което гласи, че в рамките на популацията от един вид топлокръвни животни съществува тенденцията по-пигментираните от тях да обитават по-влажни хабитати, т.е. по-близо до Екватора (птиците са примера, който той първоначално е забелязва модела). Излага тази теория в своя труд Das Abändern der Vögel durch Einfluss des Klimas (1833). Точният начин за функционирането на това правило все още е неясен, но при птиците се предполага, че по-тъмното пигментирано оперение осигурява защита срещу разграждащите пера бактерии, чиято активност е по-голяма в топлите и влажни райони. Друг негов труд е Gemeinnütziges Hand-und Hilfsbuch der Naturgeschichte (1841).
През 1841 г. описва вида Peromyscus ochraventer от семейство Хомякови.
Умира на 30 декември 1863 г. в Берлин.